# Cryphia palliola
Cryphia palliola är en fjärilsart som beskrevs av Moritz Balthasar Borkhausen 1792. Cryphia palliola ingår i släktet Cryphia och familjen nattflyn. Inga underarter finns listade i Catalogue of Life.